# PlayOnLinux
PlayOnLinuxとは、Windows互換レイヤーのWineと連携し、GNU/Linux上でのWindowsソフトウェアの導入を容易にするためのソフトウェアであり、BashのシェルスクリプトおよびPythonで書かれている。また、macOS用のPlayOnMacも存在する。

## 目的
WindowsソフトウェアをWine上で導入するにあたり、必要なWineのバージョンや、Windowsライブラリ等をインストールしたWine環境は、導入したいWindowsソフトウェアによって異なる。そのため、同じWine環境を流用して複数のWindowsソフトウェアを共存させることが、相互に干渉して不可能な場合もある。したがって、同一のGNU/Linuxシステム上に、Windowsソフトウェアごとに異なるWine環境を構築することが行われてきた。具体的には、Wine環境専用のディレクトリを用意し、これを環境変数WINEPREFIXで指定して作成する。
しかし、こうして特定のWindowsソフトウェアを導入するためにWine環境を構築する際、必要な環境を自ら調べインストールし、複数のWine環境を維持管理していくことは、大変煩雑な作業である。
そこでPlayOnLinuxは、Windowsソフトウェアごとに必要なWine環境の情報を提供するとともに、その環境構築を自動化し、管理を一元化する。